# Опиоидни аналгетици
Опиоидни аналгетици су лекови који за разлику од лекова из групе НСАИЛ и аналгоантипиретика, блокирају провођење импулса бола од периферије ка мозгу. Они своја фармаколошка дејства остварују тако што се везују за опиоидне рецепторе. Појам обухвата лекове природног порекла (опијате: морфин, кодеин), као и лекове добијене синтетичким или полусинтетско путем (фентанил, метадон).
Опиоидни аналгетици се употребљавају се за лечење јаког, константног, хроничног, пробијајућег бола код прогресије карцинома, за ублажавање јаких постоперативних болова и болова после несреће (опекотине, трауме), као и у терапији акутног плућног едема повезаног са инсуфицијенцијом леве срчане коморе, инфаркта срца и неуропатије. Опиоидни аналгетици користе се и непосредно, пре или за време анестезије јер смањују потребе за другим лековима током анестезије, или у великим дозама као самостални анестетици у кардиоваскуларним операцијама.

## Историја
Опијум је био познат још пре неколико хиљада година, о чему постоје записи из античке Грчке, Рима, Египта, Асира.
У 13. веку у Италији Теодорик Боргогнони је користио разне мешавине лекова са опијатима како би код болесника изазивао губитак свести. 
Научна примена опиода почеле је када су: немачки апотекар Sertürner 1805. и хемичар Наполеонове војске 1806. из опијума изоловали активни принцип, који је Sertürner назвао morphicum , по грчком богу снова Морфеју (Morpheus). 
Клод Бернар, вероватно је био први истраживач који је 1869. године испитивао учинак морфина у премедикацији експерименталних животиња. 
Прва супкутаном (поткожном) убризгавању морфина код човека, ради изазивања аналгезије током оперативног захвата, примењена је 1872. Од тада разни лекови у комбинацији са алкалоидима били су главни ослонац анестезије све до 20. века. Због масовне употребе морфина 1865. из Америчког грађанског рата вратило се преко 50.000 морфиномана.
Године 1870. Дресерн је први синтетизовао хероин из морфијума хероин (грч. heros - јунак).
Године 1885 Вилијам Стјуарт Холстед (William Stewart Halsted 1852 – 1922), амерички хирург изводио блокаде живца кокаином и морфином, да би у каснијем животу, постао жртва сопствених истраживања и зависник од кокаина и морфина због чега је морао бити послат у санаториум на лечење. Наиме у току боравка у Европи, Холстед је заједно са својим колегама студентима и лекарима, експериментисао са кокаином и морфином. Они су убризгавали једни другима у околину живаца кокаин и морфин, који је изазивао безбедну и ефикасну локалну анестезију, али су у току истраживања постали и његови зависници.
Током 1900. године Schneidereilin је међу првима је описао покушај анестезије истовременом применом морфијума и скополамина.
Прве модификације морфина започеле су у 19. веку парцијалним синтезама, у којима је полазна основа био морфин. Тако је 1898. први пут синтетизован хероин. У Америци је кокаин коришћен као важан анестетик током операција трепанације (отварања) лобање. Као велика заблуда показало се веровање тадашњих лекара, да је хероин као аналгетик подложан мањим злоупотребама од морфина.
У првој половини 20. века започело је све масовније и систематско модификовање морфина, које се огледало у упрошћавању његове структуре. Тако су синтезом настали епоксиморфинани (налорфин), морфинани (леворфанол), бензоморфани (пантазоцин). Први потпуно синтетички опиод, петидин, синтетизован је 1939. године, сасвим случајно, за време трагања за синтетичким аналогом атропина.
Следе нова открића, 1946. године, метадона, другог опиоидног аналгетика који се значајно разликова од морфина.
Први пут су 1942. године откривен опиоидни антагонисти налорфин, који што је омогућило антагонизовање депресије дисања изазване опиоидима.

## Основни појмови
Наркотик
Појам наркотик као правни термин користи се да означи супстанцу која подлеже међународној контроли према Јединственој конвенцији Уједињених нација (УН) о наркотицима из 1961. године и Протоколу из 1972. године, који представља амандман на ову Конвенцију. Сходно овим препорукама производњу, промет, прописивање и издавање наркотика регулишу посебни прописи свих земаља света. У наркотике спадају супстанце које се користе у медицини као лекови (нпр опиоидни аналгетици) и супстанце које се не користе у медицинске сврхе (нпр. кокаин).
Опиоид
Опиоид је лек са ефекатима сличним морфину, а који се може антагонизовати налоксоном. У ову групу убрајамо и многе лекове који су по структури различити од структуре морфина (нпр неуропептида и синтетичких аналога морфина). У размени информација увек треба дати предност појму опиоид у односу на појам опијат.
Опијат
Ужи појам опијат, односи се само на материје које имају ефекте сличне морфину, и структуру сличну морфину. Као специфичан појам, назив опијат се употребљава за лекове који се добијају из опијума (кодеин, морфин). 
Опијум
Опијум је екстракт сока из главице мака, који се добијен засецањем незрелих чаура мака (Papaver somniferum). Примењује се хиљадама година за изазивање еуфорије и аналгезије. Опијум садржи око 20 алкалоида од којих су најважнији (најзаступљенији) морфин, кодеин и папаверин.

## Основни појмови о болу
Према дефиницији Светске здравствене организације: „бол је непријатно чулно или емоционално искуство повезано са стварним или потенцијалним оштећењем ткива“. Међутим, надражај периферних рецептора, изазван потенцијалним оштећењем ткива не мора нужно да изазове бол. Ти су надражаји само карактеристични обрасци нервних сигнала који тек након обраде могу, али и не морају, да изазову болно искуство. Улазак осетних информација са периферије у организма надгледају, бирају и обликују фактори попут ишчекивања, искуства, страха, културе, нелагодности и бројни други, што објашњава зашто људи различито реагују на исти болни надражај. Код одређеног броја пацијената узрок бола се не може утврдити, па се то може обијаснити клиничком презентацијом неког од психијатријских 
поремећаја.
Из напред наведених сазнања проистекао је став Међународног удружења за проучавање бола (енгл. International Association for the Study of Pain(IASP)) да бол дефинише као: „непријатно осећајно искуство повезано са правом или потенцијалном повредом ткива, или узроковано тим оштећењем или повредом.“ Према овим дефиницијама бол није само осећај који путује нервима до мозга, него и емоционално искуство или нарушеном психом изазвано стање. 
Информацију о штетном надражају примају периферни рецептори који се називају ноцицептори, а информација даље путује периферним нервима преко спиналних ганглија, дорзалног рога кичмене мождине и узлазних путева до мозга. Јасно одређен центар за бол не постоји, већ се информација о штетном надражају шире у неколико делова мозга. Како ће нека особа доживети штетни надражај не зависи само о ширењу и интензитету надражаја, већ и од низа психолошких фактора. Тако нпр. због повреде може доћи до поремећаја функције на периферији или у дорзалном рогу кичмене мождине или до феномена периферне и централне сензитизације, која доприноси развоју хроничног бола.

### Добре и лоше стране бола
Мада бол има заштитну (пожељну) функцију, свака врста бола није корисна. Само акутни (ноцицептивни) бол има заштитну улогу, јер организму омогућава заштиту од штетних надражаја. 
Насупрот акутном, хронични бол, због дугог трајања након нестанка штетног надражаја и неуропатски бол који настаје због повреде или болести нервног система врсте су непожељног бола против кога се треба борити одговарајућим мерама у терапији.
И поред тога што је откривено доста тога о болу у разумевању неуробиологије бола многа питања о узроку настанка и терапији бола, посебно кад је реч о патолошким врстама бола, и даље су без правог одговора.

### Класификација бола
Бол се може класификовати на један од следећа два начина: првим као периферни и централни облик бола, и другим, као централни бол, физиолошка реакција на повреду и патолошко функционисање живаца.

#### Први начин
Првим начином класификације, бол можемо приказати као периферну и централну:
Периферни облик бола — који захвата, нпр. мишиће и тетиве 
Централни облик бола — који је на првом месту је резултат примарне лезије или дисфункције централног нервног система. 

#### Други начин
Другим начином класификације, бол можемо приказати и као нормално (физиолошко) и као патолошко функционисање живаца:
Физиолошка реакција на повреду
Ова врста реакције подразумева појаву ноцицепцијски облик бола (лат. nocere - повредити) или бол у тренутку повреде и акутну бол која се јавља након повреде или запаљења. Акутна (физиолошка) бол траје кратко и обухвата период зарастања. Има јасну адаптивно-заштитну функцију на начин да повређено или запаљењем захваћено подручје и околно ткиво учини преосетљивим на све врсте надражаја и избегне било какав спољни утицај. Клинички гледано, акутна бол је нека врста одговора на трауму или запаљење и типичан је за постоперативна стања. Како ова врста бола има репаративну (обнављајућу) улогу, поставља се питање дали је клинички исправно потпуно уклањати такву врсту бола или је можда коректније довести га (уз још сачувану заштитну улогу) до нивоа на коме он више није проблем за пацијента. Мада постоје ставовови и препоруке по којима агресивно лечење бола може смањити прелазак акутног бола у хронични, при чему се не ради само о агресивном лечењу бола, већ и о агресивном лечењу основне болести која може имати различиту етиологију.
Патолошко функционисање живаца
Хронични бол који траје и након завршеног процеса зарастања, највероватније је резултат трајног патолошког поремећаја. Слично хроничном запаљењу, он може постојати независно од стања које је бол изазвало. Хронични бол може бити спонтан или провоциран. Спонтан бол јавља се у многим стањима хроничног бола, али делимично и као последица синдрома денервације, где је чулни пут између периферије и централног нервног система нарушен (примери су фантомски бол, авулзије брахијалног плексуса...). Провоциран бол изазван је периферним надражајем, али као одговор је типично преувеличан по амплитуди и трајању.
Посебан облик хроничног бола је преосетљивост на уобичајене болне надражаје (феномен хипералгезије), као и бол након надражаја који у уобичајеним околностима не могу изазвати осећај бола (феномен алодиније). Тако болесници са постхерпетичном или тригеминалном неуралгијом могу реаговати јаким болом и на најмањи додир коже.
Неуропатски бол, изазван патолошком функцијом живаца, један је од облика хроничног бола који настаје као последица структурног и физиолошког прилагођавања соматосензорног дела нервног система након периферне или централне повреде. (постхерпетична неуралгија, бол удова у дијабетичара, фантомска бол, исхиалгија и бројни други. Неуропатски је бол углавном жарећег карактера, пароксизмална, пробадајући и попут струјног удара. Нажалост, тешко се лечи, а делимично олакшање могу пружити неки антиконвулзивни лекови, трициклицки антидепресиви, антиаритмици и локални анестетици. Неуропатски бол реагује на опиоиде, али у мањој мери него зпаљењем изазван бол.

## Правни оквир за прописивање опиоидних аналгетика
Опиоидни аналгетици имају двојну улогу-намену. Са једне стране, они су примарни лекови за успешно лечење умерено јаког и јаког канцерског бола. Зато се морфин налази на листи есенцијалних лекова СЗО, што потврђује његову вредност и значај у медицини. Са друге стране, опиоиди као супстанце могу бити злоупотребљене и тада могу изазвати синдром зависности, због чега се убрајају у наркотике. 
Наркотик је правни термин и означава супстанце које подлежу међународној контроли, као лек у медицини (нпр. опиоидни аналгетици), али и супстанце које се не користе као лекови (нпр. кокаин, хероин). Производња, промет, прописивање и издавање наркотика регулисано је посебни прописима свих земаља света.
| „ | Јединствена конвенција о наркотицима ОУН уважава двојну природу наркотика. У преамбули овог документа наводи се да су наркотици који се употребљавају у медицини незамењиви за отклањање бола и патње. Такође, наводи се да је злоупотреба наркотика, озбиљно зло по појединца и по друштво у целини. Јединствена конвенција позива владе земаља потписница да успоставе равнотежу између обавезе да спрече злоупотребу наркотика и подједнако важне обавезе да осигурају доступност наркотика за лечење бола и отклањање патње (СЗО принцип равнотеже у контроли наркотика). Ову Конвенцију је ратификовала и Република Србија. | ” |

Одлуку о томе који је опиоидни аналгетик потребан болеснику, у којој дози и колико дуго треба да доноси за то едукован лекар, на основу појединачних потреба сваког пацијента, а не законодавац, како је то нажалост, прописима многих земаља укључујући и Србију ограничено на максималну количину опиодног аналгетика која се може прописати на рецепт. Тако је прописима у Србији органичена дужина трајања лечења на максимално 14 дана. Од овога су једино изузети болесници са малигним обољењима. За њих прописивање количина опиоида није ограниченоа, али јесте максимално трајање лечења које износи 14 дана. 

## Фармакокинетички својства опиоида

### Апсорпција
Након пероралне, супкутане или интрамускуларне примене највећи број опиоидних аналгетика добро се апсорбује. Због израженог учинка опиоиди прво пролаза кроз јетру, где се део лека метаболише, тако да мањи део долази у системску циркулацију. Зато перорална доза неких опиоида (нпр морфина), мора бити знатно виша од парентералне да би се оставрио идентичан ефекат. 
Биорасположивост (или удео примењене дозе лека који у неизмењеном облику доспева у системску циркулацију), код оралних препарата морфина у просеку износи око 25%, мада између пацијената постоји значајна варијабилност у интензитету метаболизма првог пролаза. Аналгетици попут кодеина и оксикодона имају мањи метаболизам првог пролаза (нпр биорасположивост кодеина је око 90%, а оксикодона од 80 до 90%.

### Дистрибуција
Унос опиоида у ткива и органе умногоме зависи од хемијских и физичких фактора. Како опиоиди врло брзо напуштају крвоток они се у добро прокрвљеним ткивима јављају у највећим концентрацијама (нпр у плућима, мозгу, јетри и бубрезима). Масно ткиво, које је слабије прокрвљено, нмање акумулира опиоиде, изузев неких високо липофилних опиоиди који се могу нагомилавати након примене високих доза (нпр. Фентанил).

### Метаболизам
Опиоиди се најчешће метаболишу у поларне метаболите (углавном глукурониде), који се потом излучују путем бубрега, па се тако:
- Морфин, који садржи хидроксилне групе, најчешће коњугује у морфин-3-глукуронид, који има неуроексцитацијска својства. Мањи део, око 10%, коњугује се у морфин-6-глукуронид, активни метаболит који има аналгетски учинак 4 – 6 пута јачи од морфина. Код уобичајене примене ова два метаболита тешко пролазе баријеру крв-мозак и зато не доприносе значајно учинку морфина. Накупљање 3-морфин-глукуронида и 6-морфин-глукуронида могуће је код оштећења бубрежне функције или код примене високих доза морфина. Тада може доћи до ексцитацијског ефекта (нпр. конвулзије) или до појачаног и пролонгираног опиоидног ефекта.
- Естери попут ремифентанила брзо хидролизирају путем естераза. Оксидативни метаболизам у јетри главни је начин разградње фенилпиперидинских опиоида, попут меперидина, фентанила, алфентанила и суфентанила. Накупљање деметилираног метаболита меперидина, нормеперидина, може се догодити код болесника са смањеном бубрежном функцијом или код оних који примају високе дозе лека. У високим концентрацијама меперидин може узроковати конвулзије. До сада нису регистровани активни метаболити фентанила.
- Фентанил, метаболише путем изоензима цитокрома ЦYП3А4 у јетри, при чему долази до Н-деалкилације. ЦYП3А4 налази се и у зиду црева и утиче на метаболизам првог пролаза када се фентанил примјенује пер ос.
- Кодеин, оксикодон и хидрокодон метаболишу у јетри путем ЦYП2Д6, што доводи до стварања потентнијег метаболита. На ппример, путем тог ензима кодеин се деметилише у морфин. Важно је нагласити да постоји генски полиморфизам гена за ЦYП2Д6, што може довести до различитог настанка активних метаболита.
- Оксикодон и његови метаболити могу се накупљати код пацијената с оштећеном функцијом бубрега, што може довести до проженог учинка и седације.

### Елиминација
Поларни коњугати глукуронских киселина излучују се  углавном у непромењеном облику мокраћом. У мокраћи се могу наћи и врло мале количине непромењеног лека. Коњугати глукуронида могу се наћи и у жучи, с тим што ентерохепатична циркулација може само мали део д елиминише.

## Фармакодинамика опиоидних аналгетика

### Рецептори и блокада натријумових канала
Опиоиди делују преко:
- Рецептора: МОП (μ), КОП (κ), ДОП (δ) и НОП (nociceptin orphanin FQ peptid receptora).
- Механизмима блокаде као што су: инхибиција преузимања серотонина и норадреналина, блокадом натријумових канала и антагонистима НМДА (N-methyl-D-aspartat).

Опиоидни рецептори сврставају се у групу спрегнутих рецептора са Г-протеинима и лигандима. Опиоидни рецептори су у ~40% случајева идентични са соматостатинским рецепторима. Налазе се у пресинапсама и постсинапсама. Делују на два начина као: 
- Пресинаптички рецептори, када затварају калцијумове канале зависне од напона и смањују отпуштање неуротрансмитера (нпр. глутамата, ацетилхолина).
- Постсинаптички рецептори, када отварањем калијумових канала хиперполаризују неуроне.

Рецептори, који су у организму човека, различито дистрибуирани у централном нервном систему имају различите учинке, деле у три главне групе: μ, κ и δ. 
- Преко μ-рецептора постиже се: супраспинална и спинална аналгезија, седација, депресија дисања, телесна зависност, смањен мотилитет гастроинтестиналног система, модулација отпуштања хормона и неуротрансмитера.
- Преко δ -рецептора постиже се: супраспиналне и спиналне аналгезије и модулација отпуштања хормона и неуротрансмитера.
- Преко κ-рецептора постиже се: супраспинална и спинална аналгезија и смањен мотилитет гастроинтестиналног система.

Ефекат појединих опиоида на подгрупе рецептора

### Толеранција
Толеранција на опиоидне аналгетике подразумева: смањење аналгетичког ефекта опиоида после понављаних давања одређене дозе тог лека. Толеранција на аналгетички ефект опиоида не развија се брзо. 
Потреба да се доза аналгетика повећа, најчешће је резултат појачања бола, а не праве фармаколошке толеранције (тзв. псеудотолеранција). 
До појачања бола најчешће долази због: 
- појачања болног надражаја (релапс или прогресија малигне болести)
- утицаја немедицинских фактора на болесников доживљај бола (према концепту тзв тоталног бола то могу бити психолошки, социјални, спиритуални фактори).

У случају псеудотолеранције, каузалном терапијом бола на холистички начин, уз учешће немедицинских и медицинских чланова тима, могуће је смањити јачину бола и повратити аналгетички ефект лека. Толеранција на аналгетички ефект опиоида може да се превазиђе преласком са слабог на јак опиоид или повећањем дозе јаког опиоида. Јаки опиоиди немају максималну дозу и доза лека се може повећавати колико год је то потребно до престанка бола или до појаве нежељених дејстава која се не могу контролисати. Толеранција на јак опиоид може се такође превазићи тзв. ротацијом опиоида, или преласком са једног јаког опиоида на други.

## Подела опиоида
Подела опиоида према фармакодинамским и хемијским својствима
| Опиоиди према фармакодинамским својствима                                                                                     | Опиоиди према хемијским својствима |
| --- | --- |
| 1. Снажни агонисти 2. Благи до умерени агонисти 3. Опиоиди са мешаним дејством на рецепторе 4. Остали опиоиди (нпр трамадол). | 1. Аналози морфина, по структури слични морфину, - Агонисти: морфин, хероин, кодеин - Парцијални агонисти: налорфин - Антагонисти: налоксон 2, Синтетичке деривати, који су структуром различити од морфина - Група фенилпиперидина: меперидин, фентанил, суфентанил - Група метадона: метадон, декстропропоксифен - Група бензоморфана: пентазоцин 3. Семисинтетски деривати тебаина - Бупренорфин. |

## Специфичности појединих опиоида

### Снажни агонисти
Меперидин
Фентанил

### Благи до умерени агонисти
Кодеин
Оксикодон

### Опиоиди са мешаним учинком на рецепторе
Бупренорфин
Трансдермални бупренофин
Пентазоцин

### Остали опиоиди
Трамадол